# Loco Contigo
```
" 
Loco Contigo
 " (
Nederlands
 : "Gek op jou") is een nummer van de Franse DJ en producer 
DJ Snake
 met de Colombiaanse zanger 
J Balvin
, en de Amerikaanse rapper 
Tyga
 . De single werd uitgebracht op 14 juni 2019 door DJ Snake Music Productions en 
Geffen Records
 . "Loco Contigo" is geschreven door J Balvin, Tyga, Justin Quiles en DJ Snake die ook het nummer produceerden.
[
1
]
```

## Hitlijsten

### VlaamseUltratop 50
| Positie: | 39 | 32 | 24 | 14 | 11 | 10 | 9 | 9 | 9 | 13 | 13 | 14 | 17 | 22 | 23 | 24 | 32 | 34 | 34 | 42 | 50 | uit |